# Langlé (Ouessa)
Pour les articles homonymes, voir Langlé et Langle.
Langlé est un village du département et la commune rurale d'Ouessa, situé dans la province de l’Ioba et la région du Sud-Ouest au Burkina Faso.

## Géographie

### Démographie
- En 2006, le village comptait 1 009 habitants recensés, dont 52,7 % de femmes[1].